# Lepel
Lepel (biał. Лепель, Lepiel, ros. Лепель) – miasto białoruskie w obwodzie witebskim nad jeziorami Lepel i Essa oraz rzeką Ulianką, stolica rejonu lepelskiego.
W 2010 roku miasto liczyło 17 400 mieszkańców.
W mieście jest stacja kolejowa Lepel.

## Historia
Wojska polskie w 1568 roku wybudowały tu warownię na granicy z państwem moskiewskim. Od 1586 roku własność Lwa Sapiehy.
Prywatne miasto duchowne położone było w końcu XVIII wieku w województwie połockim.
5 listopada 1919 r., po ciężkim kilkugodzinnym boju, dwa bataliony wileńskiego pułku strzelców, wsparte I baonem pułku grodzieńskiego, zdobyły Lepel. Wzięto ponad 100 jeńców i 4 km. Wileński pułk stracił 2 oficerów i 22 szeregowców zabitych oraz 26 rannych. Zabitych pochowano we wspólnej mogile.
Linia frontu w tym rejonie ustaliła się na kilka miesięcy. 14 maja 1920 r. wojska bolszewickie przeszły do ofensywy na całym froncie 1 Armii polskiej i odrzuciły oddziały 1 Dywizji Litewsko-Białoruskiej gen. Jana Rządkowskiego.
Podczas okupacji hitlerowskiej, w lipcu 1941 roku Niemcy utworzyli getto dla żydowskich mieszkańców. Przebywało w nim około 1100 osób. 28 lutego 1942 roku Niemcy zlikwidowali getto, a Żydów zamordowali koło wsi Czernouchy. Sprawcami zbrodni było Einsatzkommando 9, dowodził Obersturmbannführer Wilhelm Wiebens. 

## Zabytki
- kościół św. Kazimierza
- cerkiew św. Paraskiewy
- synagoga
- kaplica św. Jerzego
- cmentarz katolicki, znajdowała się na nim kwatera polskich żołnierzy poległych w wojnie polsko-bolszewickiej[4]
- cmentarz żydowski

## Galeria

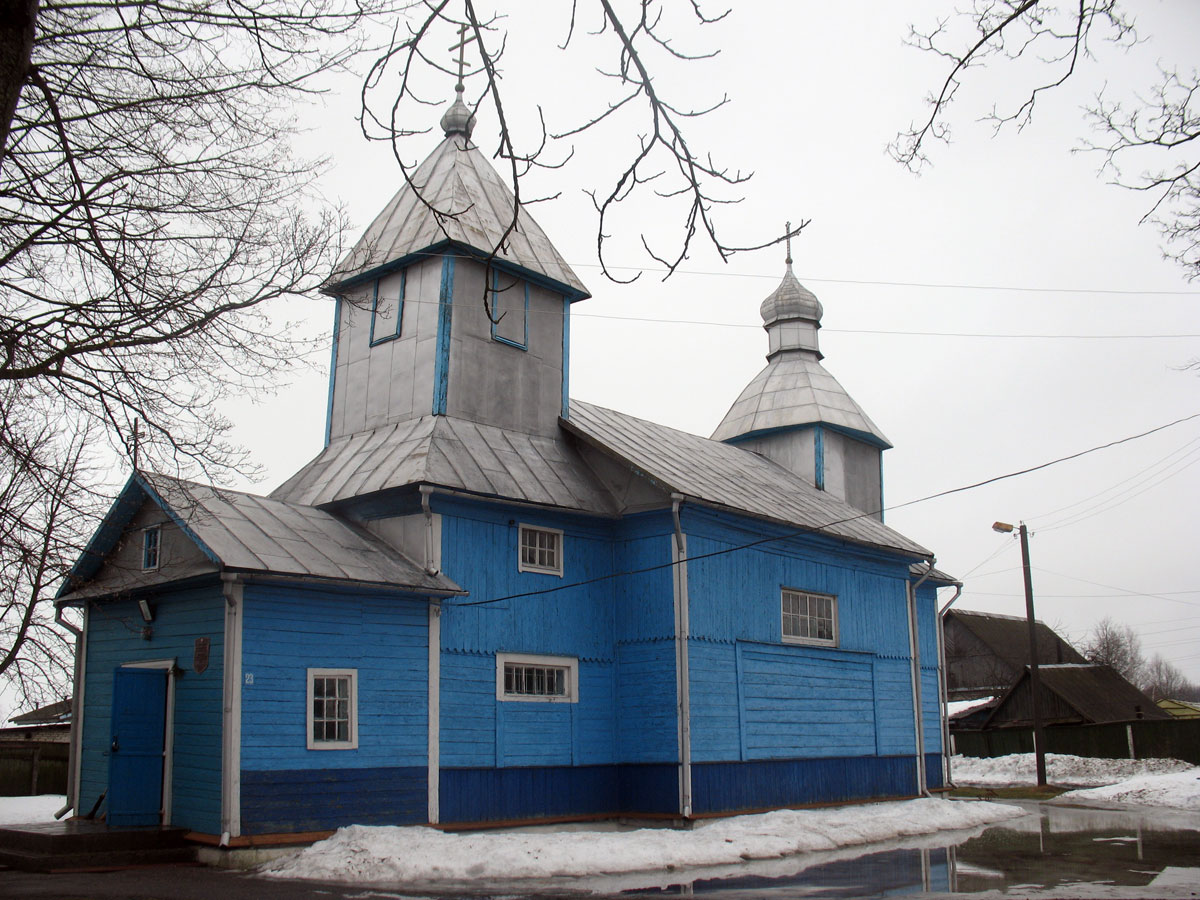
Cerkiew św. Paraskiewy
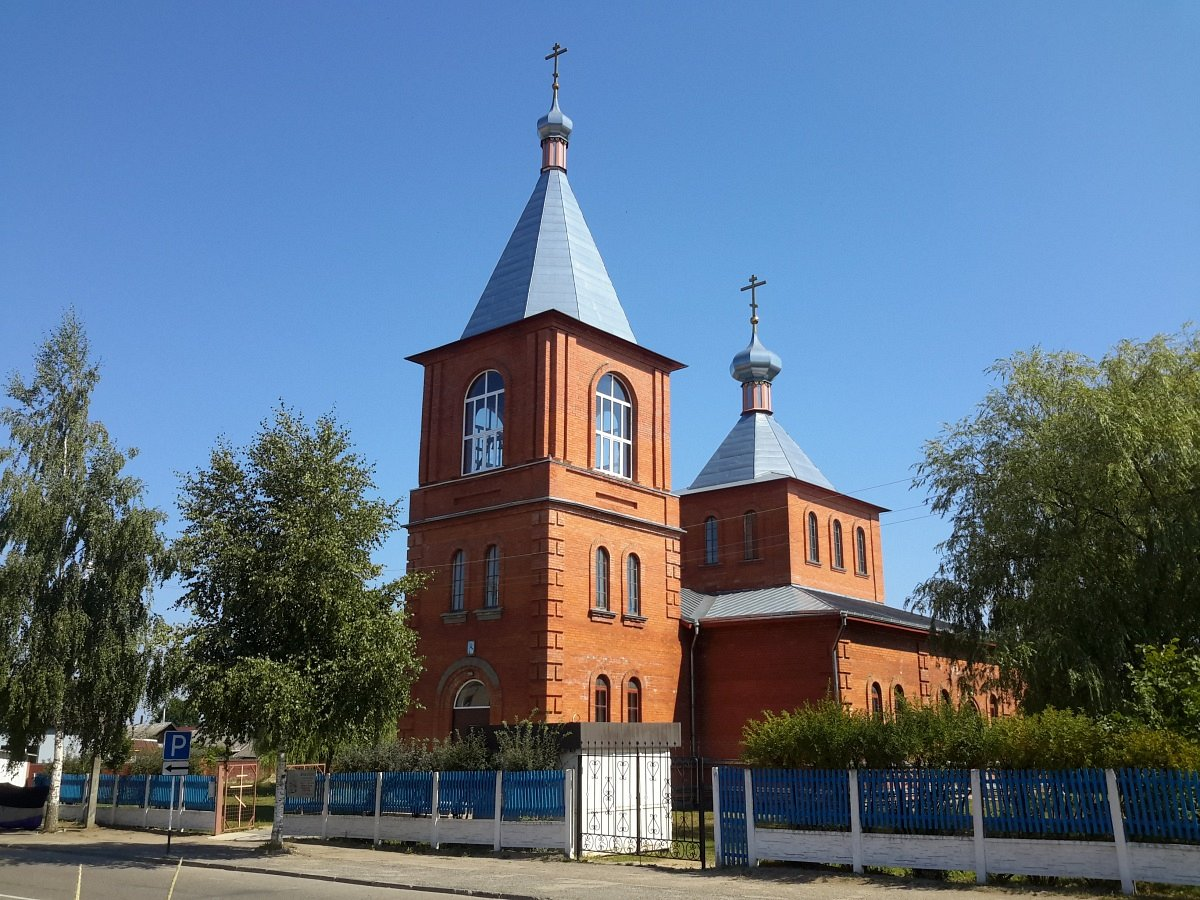
Cerkiew Narodzenia Pańskiego
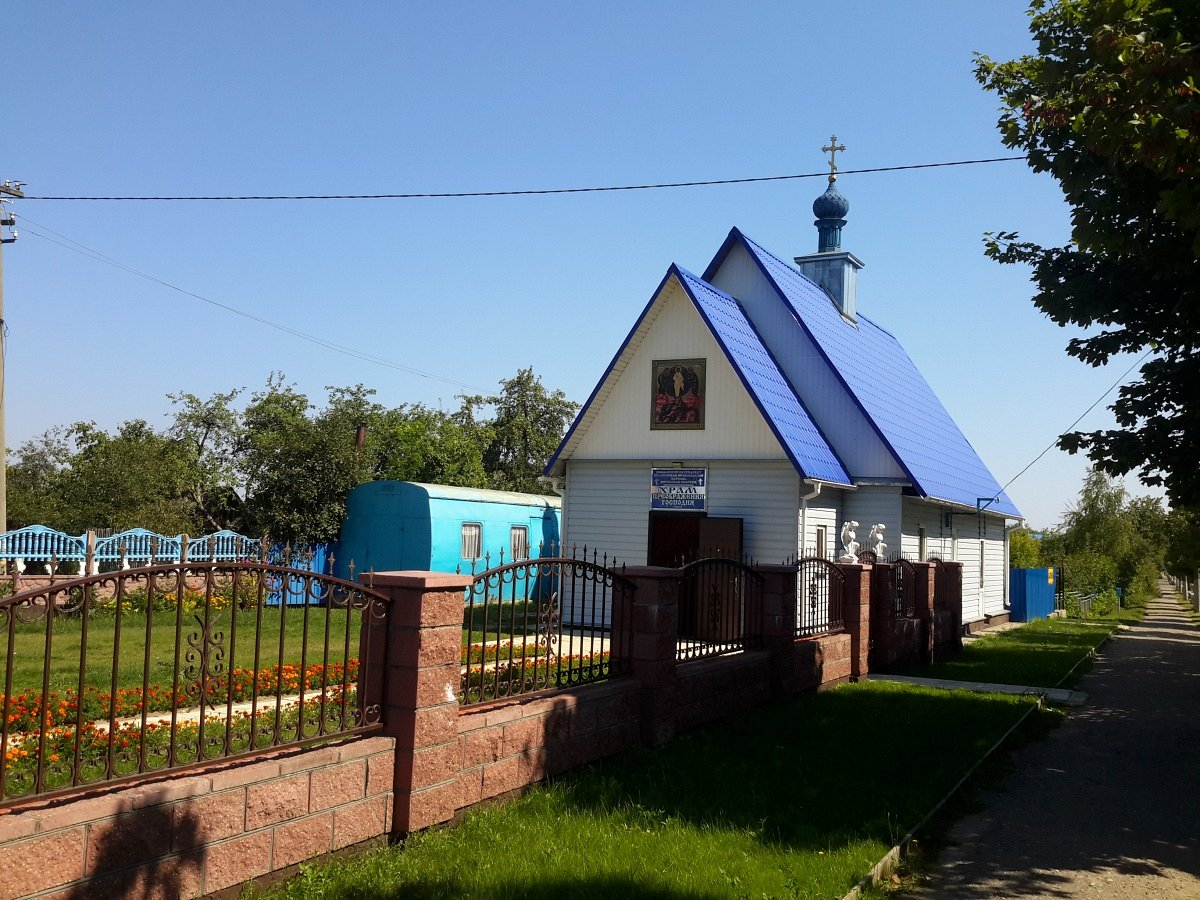
Cerkiew Przemienienia Pańskiego
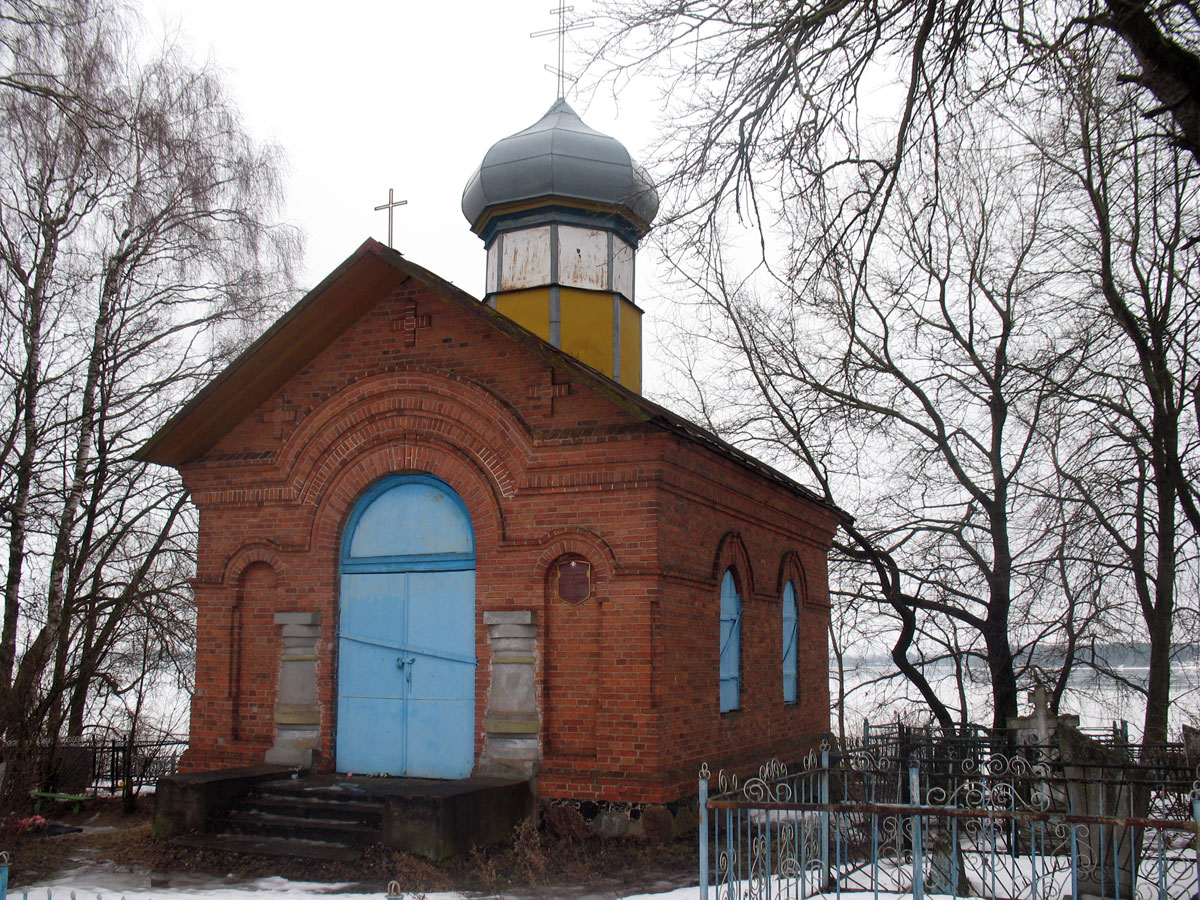
Cerkiew św. Jerzego Zwycięzcy
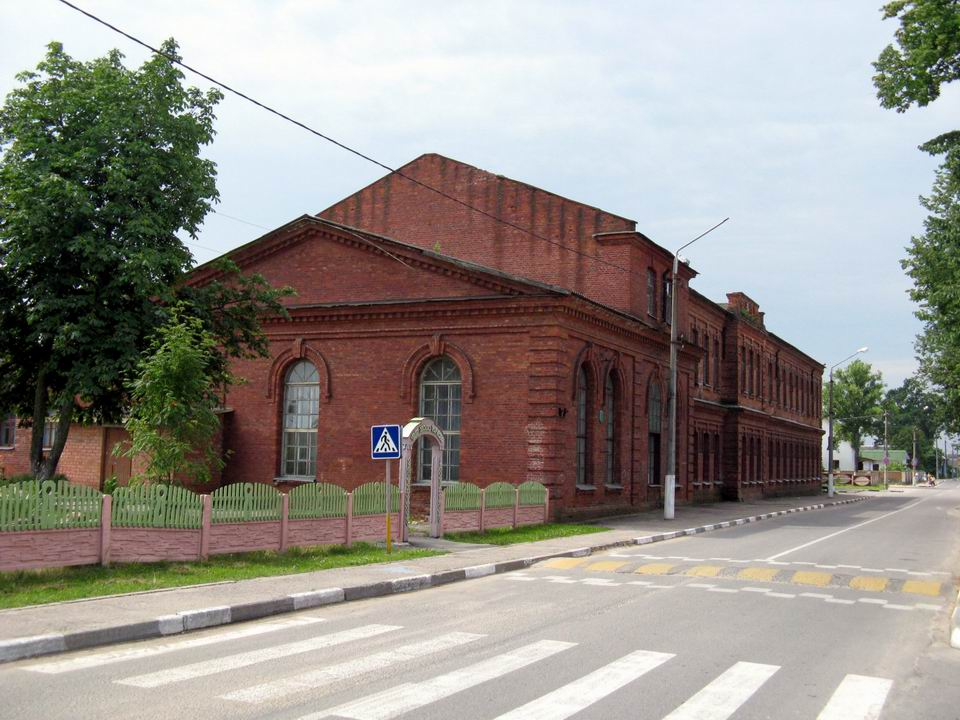
Kamienica
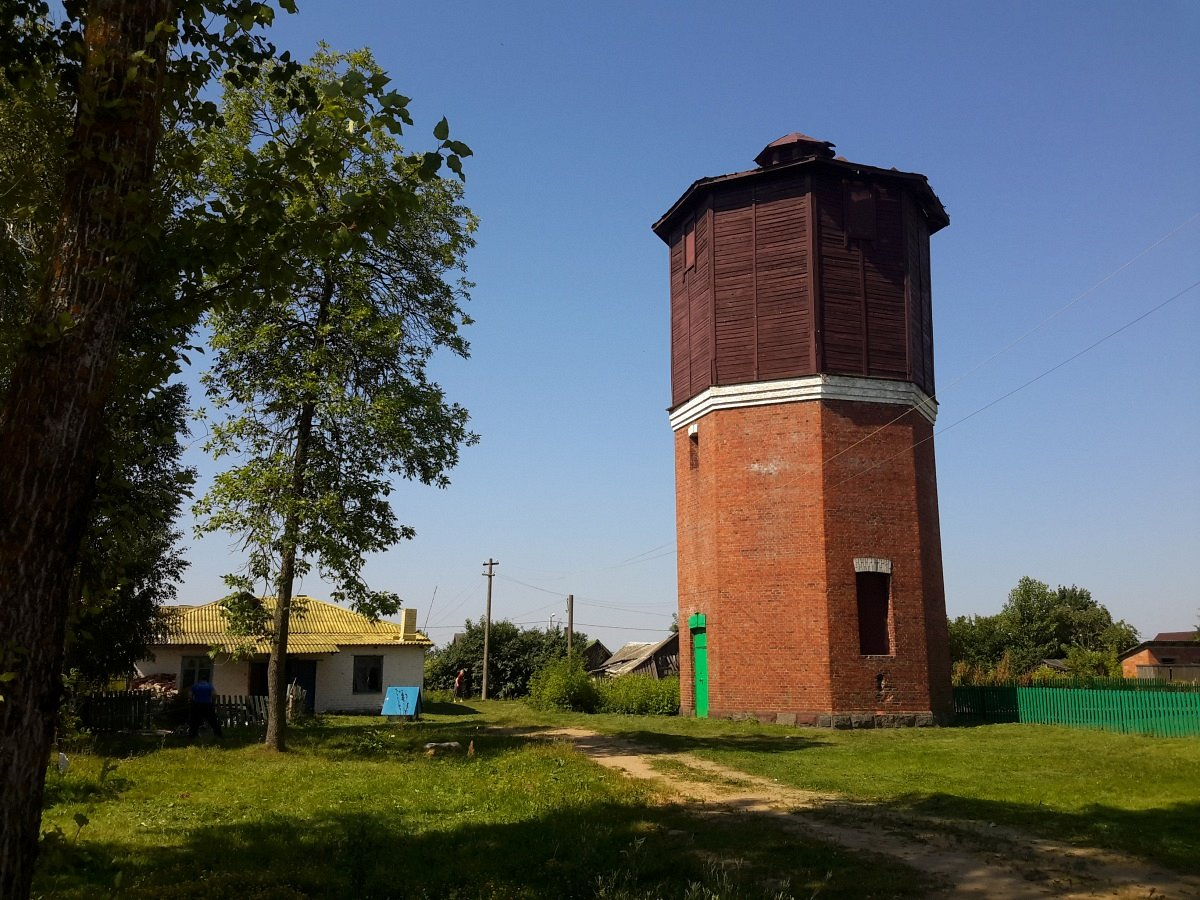
Wieża ciśnień

## Znane osoby
W Leplu urodził się w 1793 Antoni Fijałkowski (arcybiskup mohylewski) – polski duchowny katolicki, arcybiskup mohylewski, profesor i rektor (w 1838) Akademii Duchownej w Wilnie, natomiast w 1901 Teofila Koronkiewicz – polska aktorka.